# Ibrahim Nasir
Ibrahim Nasir Rannabandeyri Kilegefan (in maldiviano އިބްރާހިމް ނާޞިރު ރަންނަބަނޑޭރި ކިލޭގެފާނު; Fuvahmulah, 2 settembre 1926 – Singapore, 22 novembre 2008) è stato un politico maldiviano.
Dal 1957 al 1968 è stato Primo ministro delle Maldive mentre il Paese era guidato dal Sultano Muhammad Fareed Didi. Con la nascita della Repubblica, dal 1968 al 1978 è stato poi il primo Presidente della Seconda Repubblica delle Maldive. La sua presidenza viene ricordata per aver modernizzato il paese, dal lato economico (lanciò il turismo, grazie anche alla costruzione del primo aeroporto, che oggi porta il suo nome, e diede impulso alla meccanizzazione del settore della pesca, ancora oggi i due settori trainanti), culturale (introdusse il modello scolastico inglese, ma anche la radio e la televisione) e sociale (fece costruire il primo vero ospedale del paese, e fu durante il suo governo che venne nominata la prima donna ministro, Moomina Haleem). È stato tuttavia anche criticato per essere stato fra gli animatori della dura repressione della Repubblica Unita delle Suvadive. Gli successe, nel 1978, Maumoon Abdul Gayoom che presto instaurò una dittatura che sarebbe durata sino al 2008. Nasir si autoesiliò a Singapore; venne condannato nel 1981 e tutti i suoi beni furono confiscati. Non fece ritorno in patria neppure dopo la grazia concessagli nel 1990.
A lui è intitolato l'Aeroporto Internazionale di Malé-Ibrahim Nasir.